# Лесновски манастир
Лесновският манастир „Свети Архангели Михаил и Гавриил“ (на македонска литературна норма: Лесновски манастир „Свети Архангели Михаил и Гаврил“) е православен манастир ставропигиален на Македонската православна църква, разположен в североизточната част на Северна Македония.

## Местоположение
Манастирът е разположен между градовете Кратово и Злетово, недалеч от село Лесново в югозападните падини на Осогово, на височина от 870 метра. Патрон на манастира е Свети Гавриил Лесновски.

## История
Лесновският манастир е едно от книжовните средища на българщината през Средновековието. Основан е или от отшелника Гавриил Лесновски през XI век, или през по-ранен период. В манастира са се намирали мощите на светеца, преди да бъдат пренесени в църквата „Свети Апостоли“ в Търново.
Манастирската църква е обновена през 1341 година и е посветена на Архангел Михаил, като зографисването продължава до 1349 година. Това става по заповед на Йоан Оливер, велик войвода на Овче поле и Лесново, който дарява на манастира имоти и го подчинява на Хилендарския манастир на Атон. През 1350 година цар Стефан Душан основава Злетовска епископия, чийто център е Лесновският манастир и която е подчинена на митрополита на Скопие. През 1381 година деспот Константин Драгаш потвърждава независимостта на манастира от Хилендар.
Манастирът и църквата са ремонтирани през 1558 година, а през 1581 година кратовският княз Никола Бойчик покрива църквата с оловни плочи. Манастирът функционира и през XVII и XVIII век, но в началото на XIX век запустява. Възстановен е през 1805 година от Теодосий, дотогава монах в Дечанския манастир.
След 1895 година манастирът се превръща в база на ВМОРО. През пролетта на 1896 година са ремонтирани сградите за гости.
По време на Балканската война трите чифлика на манастира са изгорени от османската войска, много покъщнина и храни са заграбени, а самият манастир е принуден да изхранва около 12 000 турски войници за пет дни.

## Зография
Манастирската църква има ценна зография, която датира от XIV век. Най-ценни са двойните портрети на владетелите цар Душан и съпругата му Елена и на властелите Иван Оливер и неговата съпруга Оливерина. Иконостасът на манастирската църква е изключително красив и е изработен в годините между 1811 и 1814 г. Той е първо дело на тайфата на Петър Филипович Гарката от Дебърската художествена школа, който работи активно в този район през първата половина на XIX век.
Иконата на Света Богородица с Христос е от 1346/1347 година.

## Игумени на Лесновския манастир
- Дионисий, Неофит, Павел, Спиридон, игумени в XVI век
- Максим, Кирил, Гавриил, Некратий, игумени в XVII век
- йеромонах Исай, игумен около 1745 г.
- поп Христо от Струмица, игумен около 1779 г.
- Павел Божигробски (1780-те – 1871), игумен за кратко
- йеромонах Теодосий, игумен около 1805 г.
- Козма Лесновски, игумен през 1895 – 1897 г.
- Александър, за кратко, преместен в Карпинския манастир[9]
- Дамян, брат на Козма, арестуван през 1899 г. от турските власти.[9]
- Дионис
- Герман Хилендарец, игумен през 1912 г.
- Гавриил Светогорец, игумен от 1975 до 1990 г.
- Иларион Брегалнишки (р. 1973), игумен от 1998 до 2006 г.
- йеромонах Дамаскин Лесновски, игумен от 5 януари 2007 г.